# Leben mit einem Idioten
Leben mit einem Idioten (russisch Жизнь с идиотом / Schisn s idiotom) ist eine surreal-schockierende Erzählung des russischen Schriftstellers Wiktor Jerofejew aus dem Jahr 1980, die 1991 im Verlag Interbook in Moskau erschien. Die Übertragung ins Deutsche von Beate Rausch kam bei S. Fischer ebenfalls 1991 heraus. 1992 wurde die gleichnamige Oper Leben mit einem Idioten von Alfred Schnittke uraufgeführt, zu der Jerofejew das Libretto schrieb.

## Inhalt
Der Idiot Wowa – auch Marej Marejitsch genannt – hat den anonymen Ich-Erzähler, einen Moskauer Schriftsteller, wieder zum Witwer gemacht. Mit einer Gartenschere hat der Verrückte der Unglücklichen unter den Augen des Ehemannes in der gemeinsamen Wohnung den Kopf abgetrennt. Beide Männer hatten sich unmittelbar vor der Untat nackt geliebt.
Mascha, die erste Frau des Literaten, war an Scharlach gestorben. Beide Frauen waren zu Lebzeiten passionierte Proust-Leserinnen gewesen.
Zurück zur Sache: Wie kam es zu dem bestialischen Mord? Der Ich-Erzähler war ohne seine zweite Frau in die Irrenanstalt gefahren, hatte dort von seinem guten Recht Gebrauch gemacht und sich Wowa unter zirka hundert Idioten ausgewählt. Wowa – der etwa dreißigjährige, hochgewachsene, rothaarige Idiot – sieht aus wie ein fünfzigjähriger Privatdozent. Vergeblich besteht daheim die zweite Frau auf Umtausch des Rotschopfes gegen einen ansehnlicheren Idioten. Mit dem „Schädel eines Degenerierten“ sieht der Ankömmling nämlich wie ein Baschkire aus.
Wowa redet nicht. Er gibt höchstens „Ach!“ von sich. Nachdem der Idiot den ganzen Proust zerrissen hat, will die Frau ihn fesseln. Der Schriftsteller möchte ihm gleich den Garaus machen. Daraus wird nichts.
Die Frau lässt sich von Wowa schwängern. Die Schwangere ist auf ihren Ehemann eifersüchtig, weil der von Wowa Blumen geschenkt bekommt. Zunächst will sie Wowas Kind behalten und dann lässt sie es doch abtreiben. Von der Abtreibung nach Hause zurück, lässt sich die Frau nachts „wie eine ergebene Hündin“ von Wowa kräftig verprügeln. Als die Gezüchtigte ein wenig winselt, tut sie dem Ich-Erzähler leid.
Wowa wendet sich von der Frau ab und dem Schriftsteller zu. Die zwei Männer lieben sich fortan. Der Krieg beginnt: Die Frau verrichtet aus Protest ihre Notdurft auf dem Teppich. Dafür setzt es von den lachenden Männern Hiebe. Der Schriftsteller erzählt: „Wir waren magere, fröhliche Männer mit aufgerissenen Ärschen.“ Weil die Frau ihren Wowa wiederhaben und ihm einen Sohn gebären will, wird sie von den Männern wiederum verprügelt. Zudem gibt sich der Schriftsteller als Wowas Sohn im Sinne einer Unterordnung aus. Die Frau lässt sich von Wowa schließlich willig umbringen.
Wowa und der Ich-Erzähler landen in der Anstalt. Dort wird der Schriftsteller von einem strengen Herrn Craig Benson „ausgewählt“, wie der Ich-Erzähler vormals Wowa ausgewählt hatte. Daheim verprügelt Craig Benson den Schriftsteller. Die Körperstrafe bekommt dem Ich-Erzähler. So findet er die Schreibkraft wieder und beschenkt den Leser mit dem Text „Leben mit einem Idioten“.

## Form
Der Impetus solcher oben genannter aufwallender Schreibkraft ist unübersehbar: Der Schreiberling liebt einen Mann – Wowa. Hingegen für seine zwei ehemaligen Frauen hat dieser Schriftsteller nicht viel übrig. Und auch der „Scheißleser“ wird geringgeschätzt.

## Rezeption
Im Nachwort der verwendeten Ausgabe geht Zelinsky auf die Erzählung ein. Das darin enthaltene Resümee – mit anderen Worten gesagt: So ein Text kann herauskommen, wenn der Autor – befreit von der sowjetischen Zensur – der Feder freien Lauf lässt. Und: Mit seiner Erzählung stehe Wiktor Jerofejew auf exponiertem Standpunkt neben den übrigen russischen Autoren der 1980er Jahre ziemlich singulär da. Denn üblich sei das Aussprechen lange zurückgehaltener Wahrheiten auf durchaus herkömmliche Art geblieben.

## Adaptionen
Musiktheater
- Die Oper Leben mit einem Idioten in zwei Akten von Alfred Schnittke, deren Libretto Wiktor Jerofejew verfasste, wurde 1992 in Amsterdam unter dem Dirigat von Mstislaw Rostropowitsch uraufgeführt.[5]

Aufführungen in Deutschland
- 26. März 1993 in Wuppertal und 3. Oktober 1993 im Großen Haus des Gelsenkirchener Musiktheaters im Revier[6]
- 19. Februar 2004: Georg-Friedrich Kühn im Deutschlandfunk:  Leben mit einem Idioten. Das Theater Nowosibirsk auf Gastspielreise mit Alfred Schnittkes Oper
- 23. Februar 2004: Klaus Georg Koch in der Berliner Zeitung: Alles in der Welt ist Narretei. Zur Aufführung in der Deutschen Oper Berlin.[7]

Film
- 1993 schuf Alexander Rogoschkin mit Anschelika Newolina, Anatolij Romanzow[8] und Wiktor Bitschkow den gleichnamigen Film.[9]

## Deutschsprachige Ausgaben
- Viktor Jerofejew: Leben mit einem Idioten. Erzählungen. Aus dem Russischen von Beate Rausch und Rüdiger Wehling-Raspé (Leben mit einem Idioten. Der weiße kastrierte Kater mit den Augen einer Schönheit. Die Güllepumpe. Wie wir einen Franzosen abgestochen haben. Das Mädchen und der Tod. Annas Körper oder Das Ende der russischen Avantgarde. Der kleine Papagei. Persischer Flieder. Berdjajew. Totaler Zusammenbruch. Herbst in Boldino. Brief an die Mutter. Drei Begegnungen. Der Wattebausch. Satansbraten. Mutter. Freundinnen. Taschenapokalypse). S. Fischer, Frankfurt am Main 1991, ISBN 3-10-037104-6, 238 Seiten.
- Viktor Jerofejew: Leben mit einem Idioten. In: Bodo Zelinsky(): Russische Erzählungen der Gegenwart. Reclam, Stuttgart 1992, ISBN 3-15-008829-1, S. 292–317, RUB 8829 (verwendete Ausgabe).